# Kokura
Kokura (jap. 小倉市, -shi) war eine alte Festungsstadt in Japan, die seit 1963 zu der Stadt Kitakyūshū gehört.

## Geographie
Die Stadt diente dazu, die Straße zwischen Honshū und Kyūshū zu kontrollieren.  Dabei ist Kokura in die Stadtbezirke Kokura-Kita (小倉北区, -ku, dt. Kokura-Nord) und Kokura-Minami (小倉南区, -ku, Kokura-Süd) aufgeteilt worden.

## Geschichte

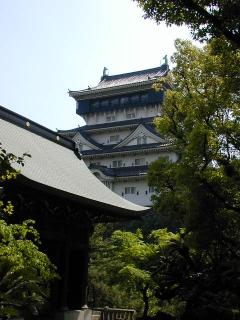
Burg Kokura, April 2002

Kokura wurde zunächst Katsuyama bzw. Katsuno genannt. Die Burg Kokura wurde 1442 von Reizei Takasuke gebaut, einem Vasallen der Ōtomo. Toyotomi Hideyoshi gab die Burg 1587 an Mōri Katsunaga. In der Edo-Zeit gehörte die Burgstadt von 1600 bis 1632 den Hosokawa, dann bis 1868 den Ogasawara mit einem Einkommen von 150.000 Koku.
Am 14. April 1612 fand der berühmte Schwertkampf zwischen Miyamoto Musashi und Sasaki Kojirō auf einer kleinen Insel zwischen Shimonoseki und Kokura statt. Der Kampf endete für Sasaki tödlich und festigte den Nimbus von Miyamotos Unbesiegbarkeit.
Der Schriftsteller Mori Ōgai lebte eine Zeit in Kokura, wo er unter anderem die Kokuraer Tagebücher schrieb. Sein Haus ist heute der Öffentlichkeit zugänglich. Der Schriftsteller Matsumoto Seichō (1909–1992) wurde in Kokura geboren. Ihm wurde das Matsumoto Seichō Memorial Museum gewidmet.
1935 hatte die Stadt 110.000 Einwohner.
Kokura wurde als eine der wenigen japanischen Großstädte im Zweiten Weltkrieg nicht bombardiert, weil es 1945 als Ziel der Atombombe „Fat Man“ ausgewählt worden war, die dann wegen der Wetterbedingungen am 9. August über Nagasaki abgeworfen wurde. Deswegen steht Kokura in Japan heutzutage für das Glück, von einem ungeahnten Unheil verschont zu bleiben.
1963 wurde Kokura mit den Städten Moji, Tobata, Wakamatsu und Yahata zu der Stadt Kitakyūshū zusammengefasst.

## Söhne und Töchter der Stadt
- Tsuruta Tomoya (1902–1988), Schriftsteller
- Yoshida Hideo (1903–1963), 4. Präsident des großen Anzeigenunternehmens „Dentsū“